# هاري برودي
هاري صموئيل برودي (27 يوليو 1905 - 24 يونيو 1998) كان أستاذًا أمريكيًا من أصل بولندي في فلسفة التربية.